# A. Francis Turner
Arthur Francis Turner (* 1906 in Detroit, Michigan; † 1996) war ein US-amerikanischer Filmtechniker, Physiker und Erfinder, der 1960 mit einem Oscar für Wissenschaft und Entwicklung ausgezeichnet wurde. Bei dem Preis handelt es sich um eine sogenannte Class-II-Auszeichnung, da die Preisträger statt einer Oscar-Statuette (Class I) eine Oscar-Plakette erhalten.

## Biografie
Nach seinem BA-Abschluss in Physik im Jahr 1929 am Massachusetts Institute of Technology (MIT) ging Turner nach Deutschland an die Universität Berlin, um dort im Fach Physik bei den Professoren Peter Pringsheim und Marianus Czerny zu promovieren. Wie Turner es anekdotisch wiedergab, war es für ihn als Forschungsstipendiat besonders, Seminare zu geben, weil in der ersten Reihedurchaus nicht nur Czerny, sondern auch Nernst und Planck oder Einstein saßen.
Im Jahr 1930 veröffentlichte Turner zusammen mit Czerny einen Artikel, in dem er auf die Aberrationskorrekturen hinwies, die der Czerny-Turner-Spektrometer-Montage innewohnten. Diese Arbeit geriet weitgehend in Vergessenheit und wurde als Ebert-Fastie-System 1952 wiederentdeckt. Es vergingen mehrere Jahre, bis jemand erkannte, dass das Czerny-Turner-Design durch die Verwendung von zwei kleineren sphärischen Spiegeln eine noch größere Möglichkeit zur Aberrationskorrektur bot als die Ebert-Fastie-Montierung.
Nach der Verleihung seines Ph.D. 1935 nahm Turner eine Lehrstelle an seiner Alma Mater, dem MIT, an. Dort initiierte er zusammen mit C. Hawley Cartwright, den er im Labor von Professor Czerny kennengelernt hatte, Forschungen zu optischen Interferenzbeschichtungen. Ende 1939 wechselte Turner als Leiter der Abteilung für optische Physik zur Bausch & Lomb Optical Company in Rochester. Unter seiner Führung war B&L mindestens zwei Jahrzehnte lang führend auf dem Gebiet der optischen Beschichtungen. Nach dem Zweiten Weltkrieg war Turners Gruppe bei B&L maßgeblich für die Anpassung der Übertragungsleitungstheorie zur Berechnung des optischen Verhaltens von Filmen verantwortlich. Eine Entdeckung, die für den Dünnschichtbereich von großer Bedeutung war. In dieser Zeit widmete sich Turners Labor der Entwicklung von Interferenzbeschichtungen für den Infrarotbereich. Turner entwickelte den Prototypenentwurf für den Bandpassfilter mit mehreren Kavitäten. Er veröffentlichte auch die erste bekannte Arbeit über die Auswirkungen mechanischer Spannungen in optischen Beschichtungen und führte das Konzept der Spannungskompensation ein.
Turner und seine Gruppe konzentrierten sich auf ein anderes Problem, nämlich die Reduzierung der bei der Projektion von Kinofilmen erzeugten Wärme, und entwickelten ein erfolgreiches kommerzielles Projekt namens Baldcold-Spiegel, das Infrarotstrahlen durchließ und gleichzeitig den sichtbaren Bereich des Spektrums reflektierte. Filmmaterial war leicht entflammbar, sodass es häufig zu Bränden in den Vorführkabinen von Kinos kam. Dieser dünnfilmbeschichtete Spiegel reduzierte die Wärmemenge und minimierte somit die Brandgefahr. Für diese Erfindung  wurde A. Francis Turner gemeinsam mit Howard S. Coleman, James R. Benford, Harold H. Schroeder, und Harold E. Rosenberger, die zu dieser Zeit alle bei der Bausch & Lomb Optical Co. beschäftigt waren, mit einem Oscar für Wissenschaft und Entwicklung ausgezeichnet. In der Begründung wurde angegeben: „For the design and development of the Balcold projection mirror“ (für das Design und die Entwicklung des Balcold-Projektionsspiegels).
Turner zog sich 1971 von B&L zurück, nahm jedoch gleichzeitig eine Professur am Optical Sciences Center (OSC) in Arizona an, die die Optik ihm weiterhin sehr am Herzen lag, und war dort mehrere Jahre als Gastprofessor tätig. Turner widmete sich sein ganzes Leben lang der optischen Physik, indem er kommunizierte und lehrte und auch durch persönliche Kontakte. International nimmt er eine anerkannte Position in der Geschichte des Designs von Mehrschichtbeschichtungen und ihrer Anwendung ein und verfügte über 24 Patente in den Bereichen Filme und Optik.
Arthur Francis Turner starb im Alter von 89 Jahren an Herzversagen.

## Auszeichnungen (Auswahl)
- Oscar/Wissenschaft und Entwicklung 1960 an A. Francis Turner, Coleman, Benford, Schroeder und Rosenberger
- Präsident der OSA, 1968
- Frederic Ives Medal, OSA, 1971
- Doktor der Naturwissenschaften, honoris causa, University of Arizona, 1993